# Grünerde

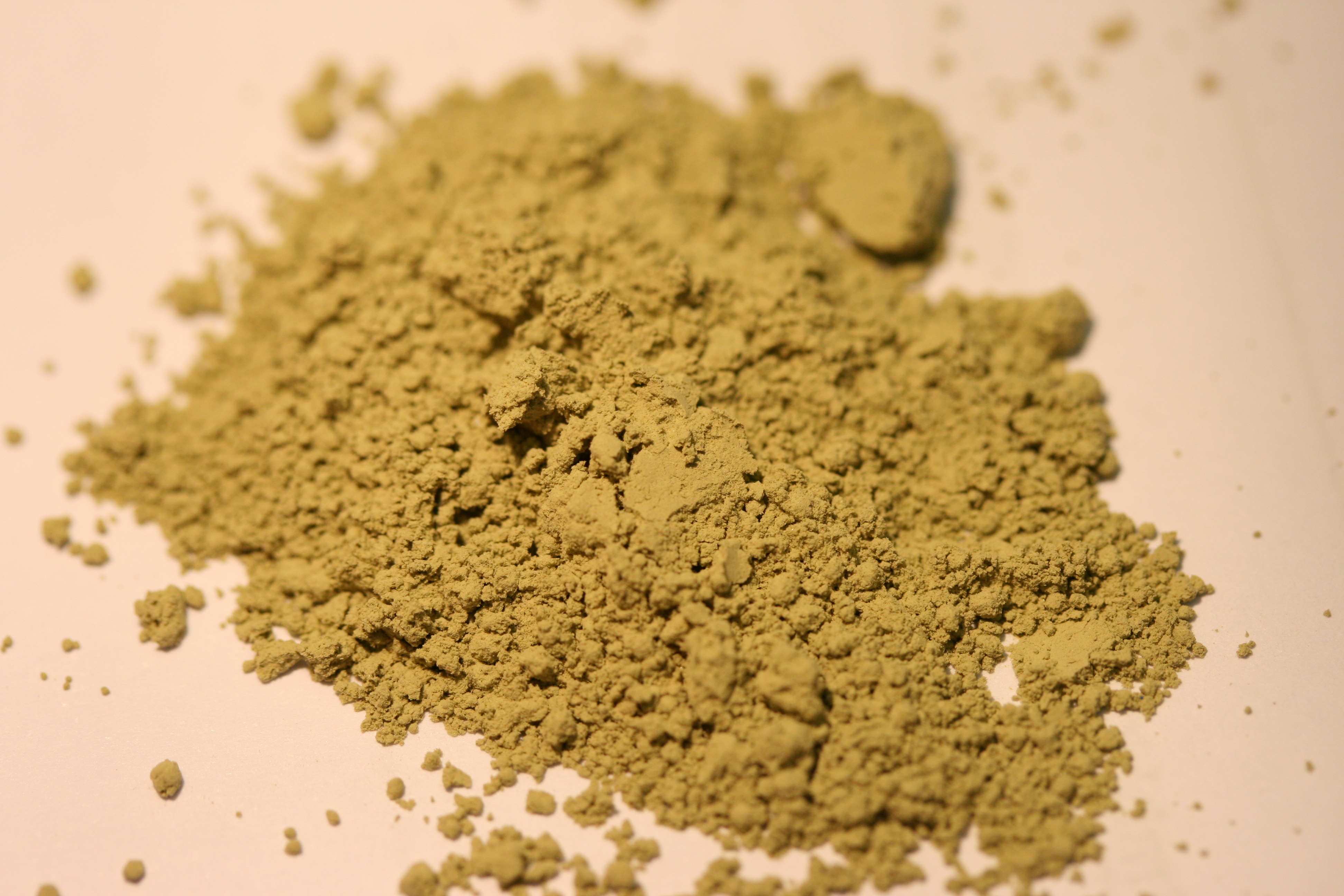
Grünerde-Pigment

Als Grünerde (u. a. auch verdeterra, terra verde, Veronesergrün, Tyroler Grün, Kaadener Grün) werden fein zerreibbare Mineralien von meist seladongrüner (meergrüner) Farbe bezeichnet, die seit der Antike als Erdfarben in der Malerei verwendet werden. Die Farbe kann auch ins Schwärzlichgrüne, Graugrüne oder Berggrüne übergehen. Sie besteht aus durch Eisenoxydul (FeO) gefärbten Silikaten.

## Zusammensetzung und Vorkommen
Die als Veronesergrün bezeichnete Grünerde entspricht im Wesentlichen dem Glimmer-Mineral Seladonit, einem fettglänzenden, mandelförmig oder als Überzug auftretenden Schichtsilikat von Härte 1 bis 2 und Dichte 2,9. Das Zersetzungsprodukt aus Augit und Hornblende enthält 41 bis 51 Prozent Kieselsäure, 3 bis 7 Prozent Tonerde, 21 bis 23 Prozent Eisenoxide sowie Kalk, Magnesia, Alkalien und Wasser. Das bekannteste Vorkommen am Monte Baldo bei Verona wurde bereits von den Römern genutzt. Seit längerem abgebaut wird es ferner auf Zypern, bei Kadaň in Tschechien sowie in basaltischen Mandelsteinen Islands und der Färöer.
Als Grünerde werden auch Bildungen von Glaukonit bezeichnet, einem Glimmermineral von blaugrüner bis gelbgrüner Farbe. Es bildet kleine, runde, einige Zehntelmillimeter große Körner, die in Ton, Mergel oder Sandstein eingewachsen bzw. zu lockeren, leicht zerreiblichen Aggregaten verbunden sind. Es besteht aus wasserhaltigem Silikat von Eisenoxid und Kali (letzteres meist 5 bis 15 Prozent) mit einigen Prozent Tonerde.
Glaukonithaltige Grünkalke und Mergel kennt man im silurischen Gebirge Schwedens und Russlands, in den Kreidemergeln Sachsens und Tschechiens und der chloritischen Kreide von Rouen.
Häufig in Kreideformationen sind ferner Grünsande und Grünsandsteine, besonders in der unteren und mittleren Kreide Frankreichs und Englands, sowie in der Kreide Westfalens, in Tschechien und New Jersey. Doch kommen Grünsande auch im Tertiärgebirge vor, etwa im alpinen Eozän, im sogenannten Nummulitengebirge und im Samland. In Südengland und New Jersey wird Grünsand der Kreidezeit mit 6 bis 7 Prozent Kali als wirksames Dungmittel verwendet.
In Kreidegesteinen und Mergeln ist Grünerde eine häufige Ausfüllungsmasse von Foraminiferenschalen.
Die veronesische Grünerde ist hoch spangrün und ziemlich fest, die zyprische apfel- bis spangrün und weicher, die polnische lauchgrün und mit Sand gemengt, die Tiroler und böhmische mattgrün.

## Verwendung

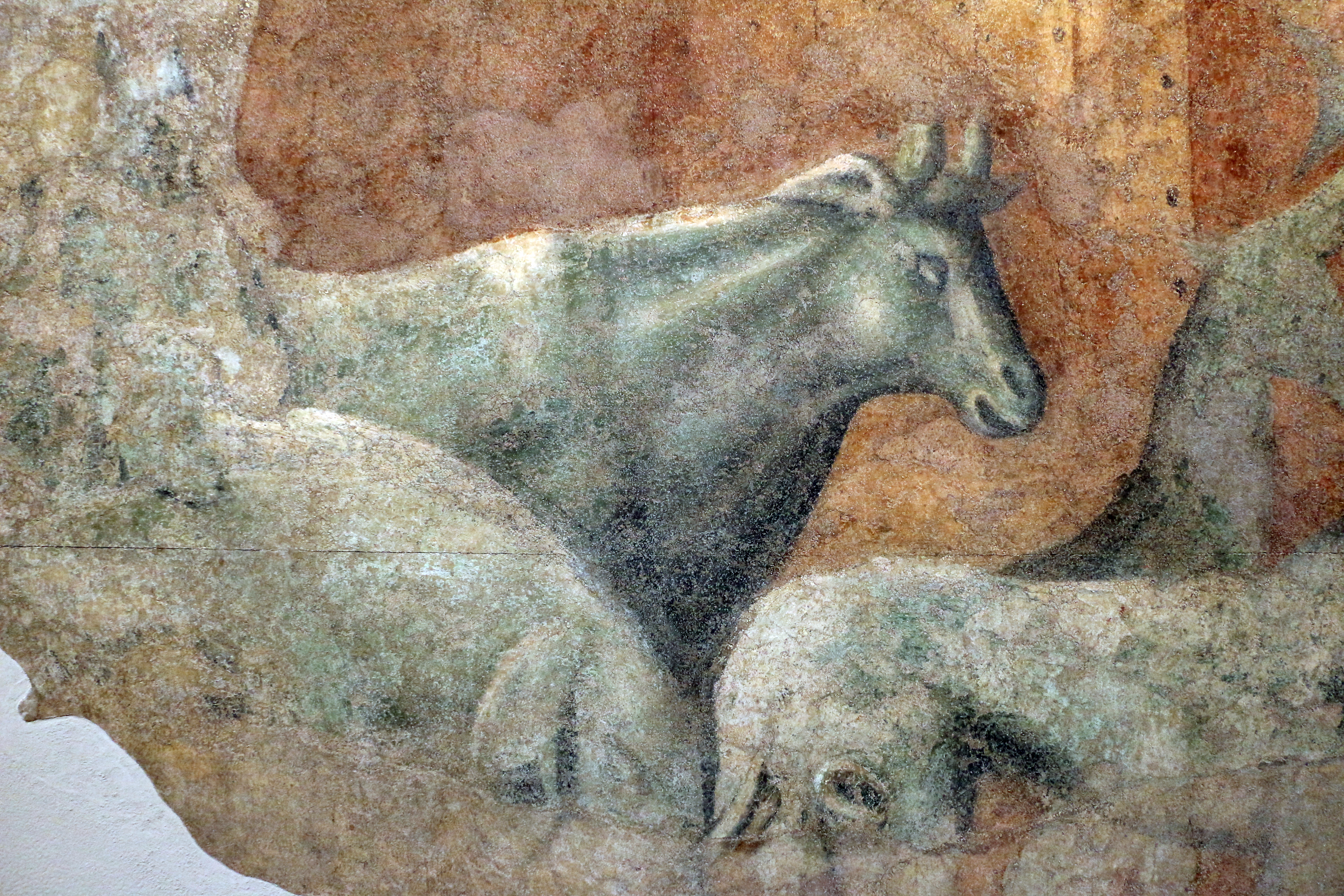
Paolo Uccello, Fresko mit dem Bau der Arche Noah (Ausschnitt), 1430–1440, Grüntöne in terra verde, Chiostro verde, S. Maria Novella, Florenz

Grünerde (Steingrün, Veroneser Grün, Veroneser Erde, französisches Grün etc.) wurde hauptsächlich als Anstrichfarbe, auch in der Öl- und Wassermalerei sowie der Fresko- und Seccomalerei benutzt. Der Maler Cennino Cennini beschreibt in seinem Libro dell'arte (Anfang 15. Jahrhundert) unter anderem die Verwendung von "verdeterra" für das Malen von Gesichtern (als verdaccio) und für die Ausmalung von Loggien (Kap. 177).
Kunstwissenschaftlich erforscht wurden unter anderem die "farbreduzierten", vor allem in terra verde ausgeführten Wandmalerei-Zyklen in italienischen Kirchen und Klöstern, wie sie beispielsweise Paolo Uccello in der ersten Hälfte des 15. Jahrhunderts im  Chiostro verde genannten Kreuzgang in der Florentiner Dominikanerkirche Santa Maria Novella schuf.